# Clemens Grundig
 Moritz Clemens Grundig (* 25. Oktober 1859 in Dresden; † 1939 ebenda) war ein deutscher Zeichner und Bildhauer.

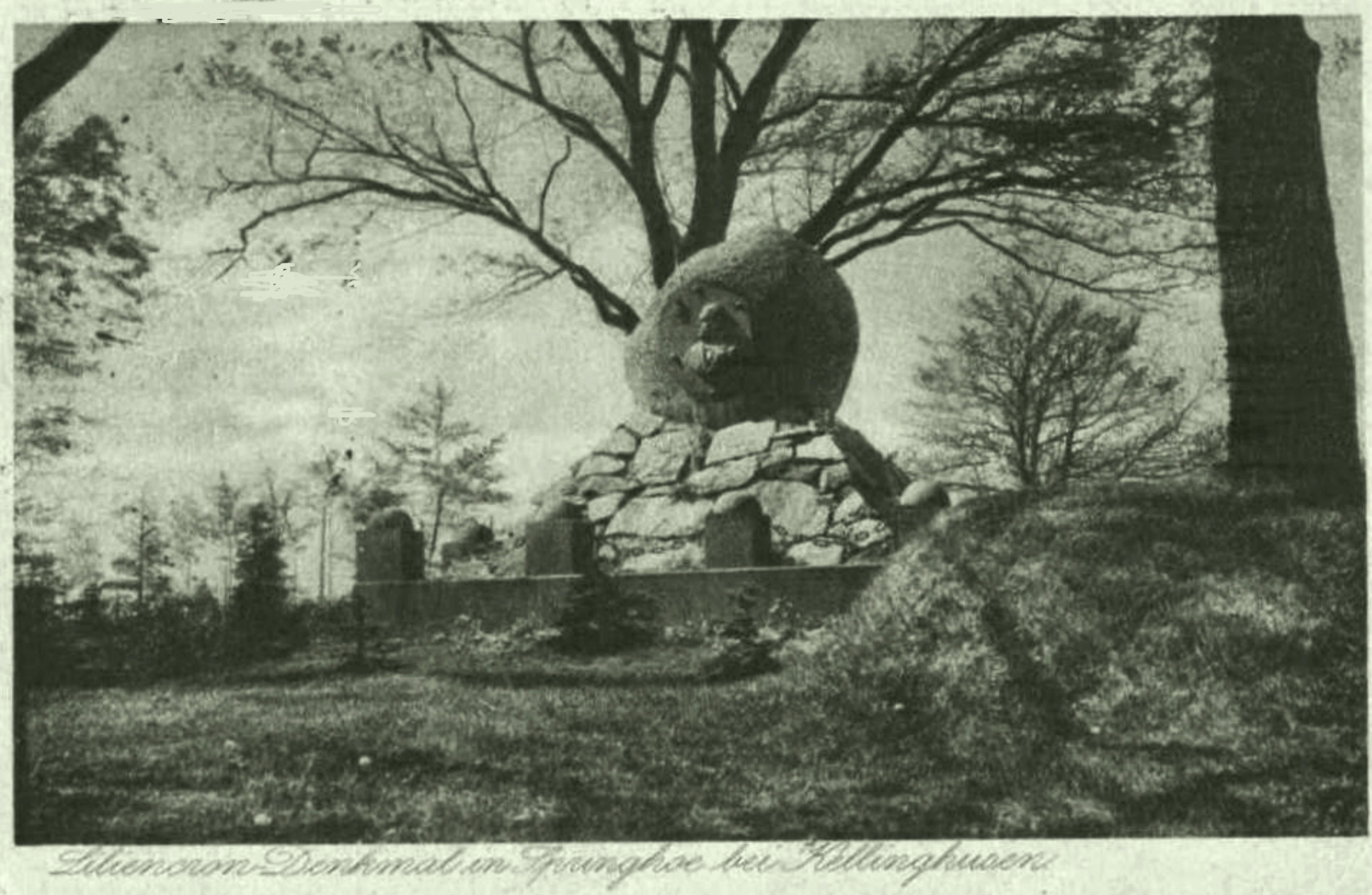
Liliencron-Denkmal am Gutshaus Springhoe

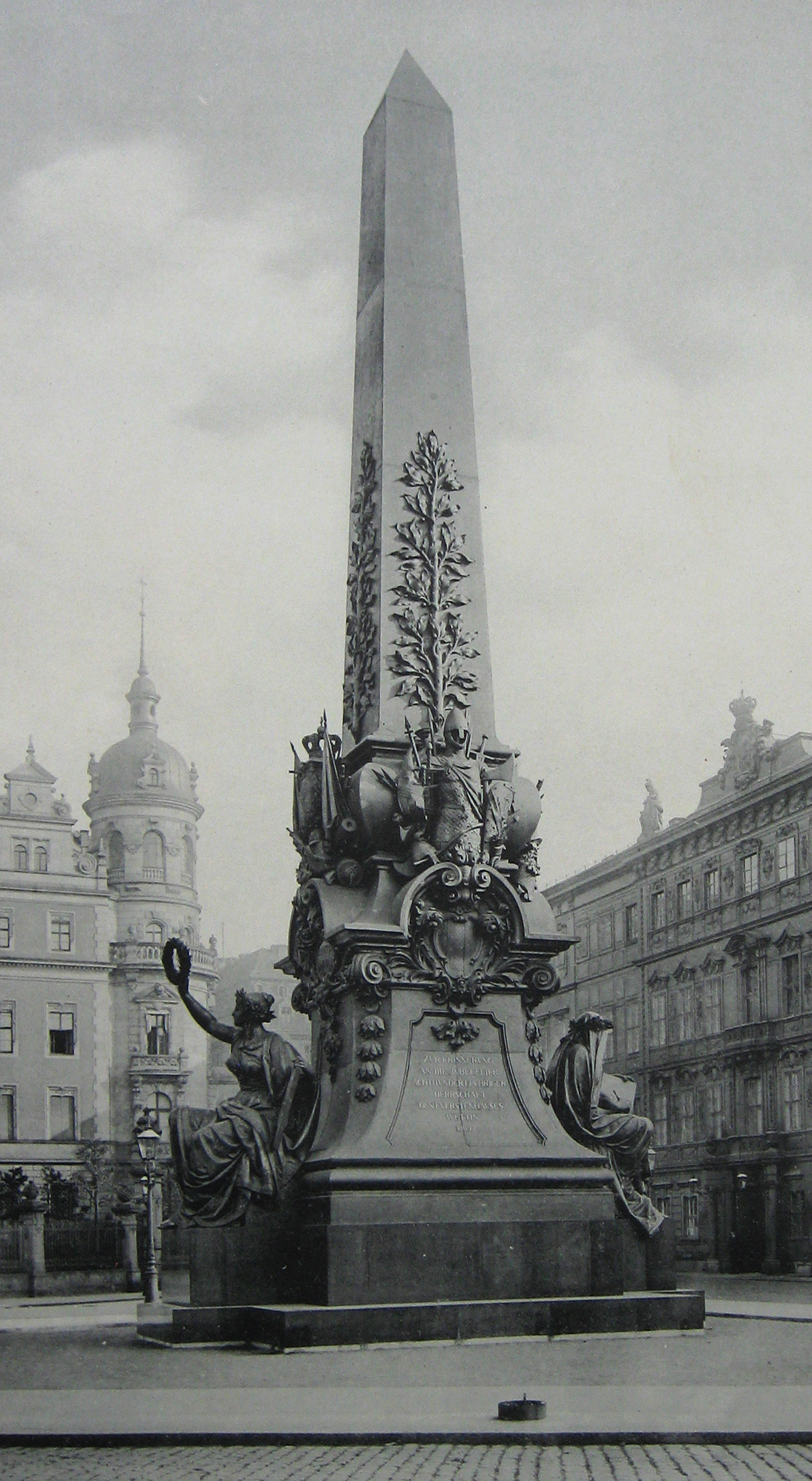
Wettin-Obelisk, Dresden

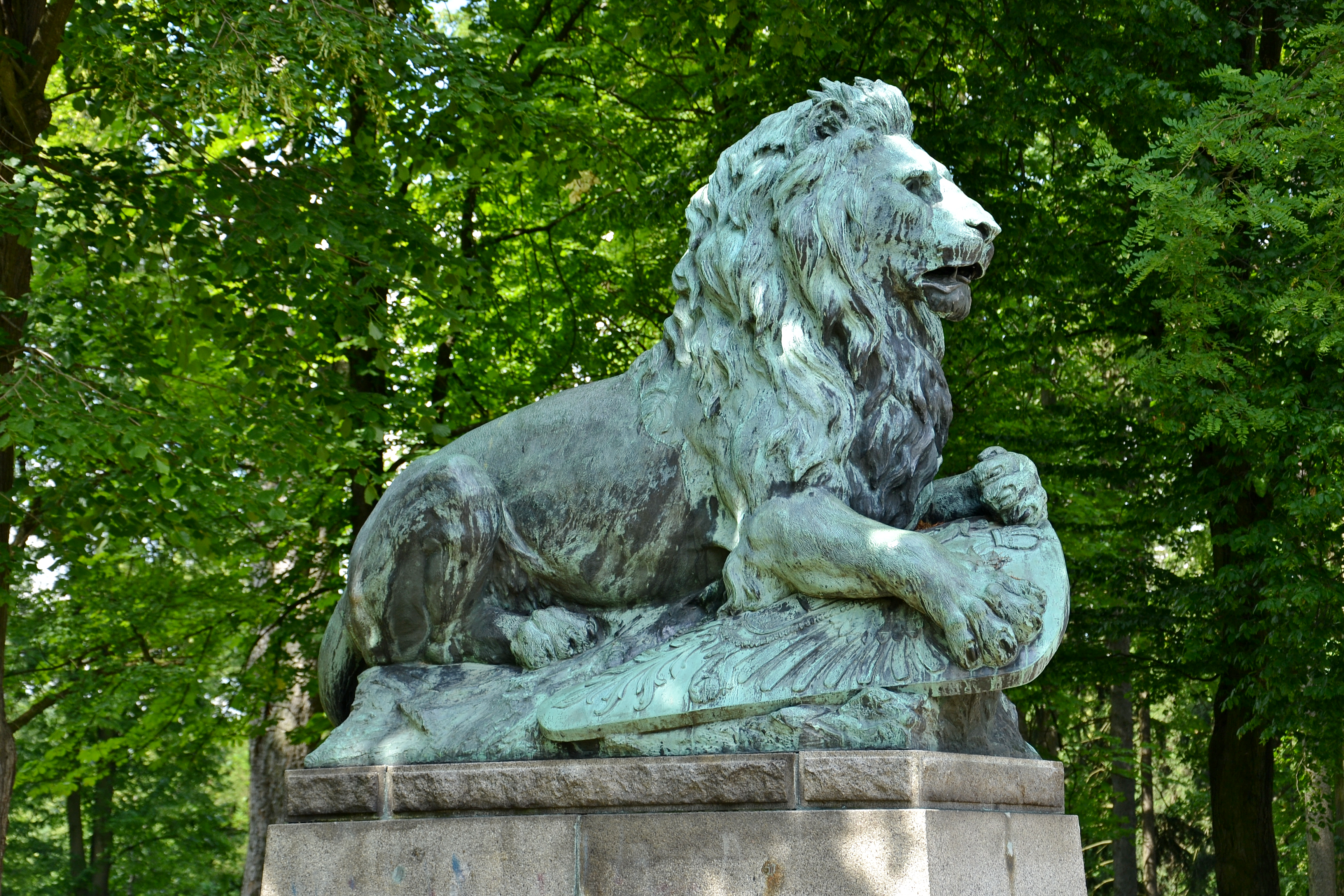
Bronzelöwe in Schönlinde

## Leben
An der Dresdner Kunstakademie absolvierte er in den Jahren 1885 bis 1888 ein Abendstudium bei Johannes Schilling.  Zwischenzeitlich arbeitete er in den Meisterateliers von Schilling und später bei Robert Diez an deren Aufträgen mit. Dabei entwickelte er eine besondere Fähigkeit, die detaillierten, naturbezogenen plastischen Schmuckornamente perfekt darzustellen. Diese Besonderheit öffnete ihm die Teilnahmen an den Dresdner Kunstausstellungen. So arbeitete er auch für weitere Bildhauer die besondere plastische Ornamentik an deren Werken aus. Um 1889 arbeitete er freischaffend in Dresden und hatte sein Atelier in der Schnorrstraße 15, später von 1901 bis 1935 Schweizer Straße 19. Von 1889 bis 1939 wohnte er in Dresden auf der Franklinstraße 18 (danach 16). Alle Gebäude wurden 1945 durch die Luftangriffe auf Dresden zerstört. Des Weiteren schuf er mehrere Grabdenkmale und plastischen Fassadenschmuck in der Johann-Georgen-Allee in Dresden.

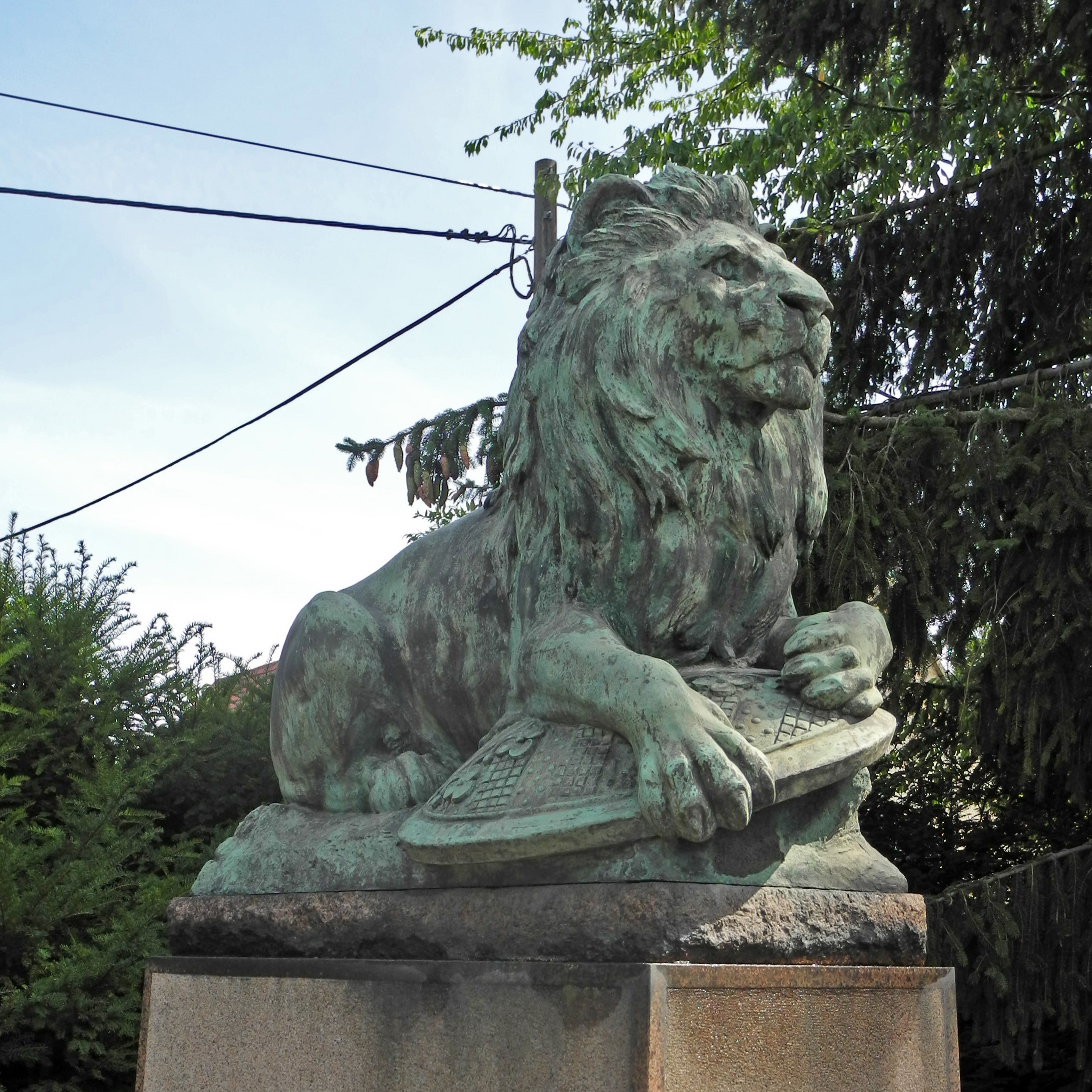
Ehrenmal für die Gefallenen des Ersten Weltkrieges Grumbach bei Wilsdruff

## Werke, Auswahl
- 1893–1894: Blumendekor-Ranken an der Zwillingsbrunnenanlage Stille Wasser und Stürmische Wogen Albertplatz Dresden.
- 1897: Bronzereliefs mit ornamentalen plastischen Schmuck an zwei Flaggenmasten für das Rathaus in Hamburg
- 1898: Drei Bronzereliefs mit ornamentalen plastischen Schmuck am Grabdenkmal Petmecky, Nordfriedhof in Wiesbaden.
- 1905 bis 1906: Ornamentaler plastischer Schmuck am Wettin-Obelisk, Taschenbergplatz, Dresden
- 1905: Liliencron-Denkmal in Sprighoe bei Kellinghusen
- 1906: Kunstgrabmal für Carl Boysen, Granitstele, ovales Dreiviertelporträt; Ohlsdorfer Friedhof, Hamburg.
- 1906: Bronzefigurengruppe für Brunnenanlage Tintenfisch im Kampf mit Seeteufel um Krebse, Ausstellung Dresden Ausstellungspalast.[5]
- 1908: Bronzefigur Böhmischer Löwe mit überwältigtem preußischen Adler; Schönlinde (Krásná Lípa), für die Opfer und Gefallenen im Preußisch-Österreichischen Krieg von 1866
- 1908: Plastischer dekorativer Fassadenschmuck, Johann-Georgen-Allee 5, 7 und 13, Dresden.
- 1923: Bronzelöwe auf rechteckigen Sockel, Ehrenmal für die Gefallenen des Ersten Weltkrieges Grumbach bei Wilsdruff. Inschrift: In ehrendem Gedenken Den Opfern von Krieg und Gewalt